# Bradystichus panie
Bradystichus panie är en spindelart som beskrevs av Norman I. Platnick och Forster 1993. Bradystichus panie ingår i släktet Bradystichus och familjen vårdnätsspindlar.
Artens utbredningsområde är Nya Kaledonien. Inga underarter finns listade.